# Teodorico
Teodorico, detto il Grande (anche Teoderico; in goto Þiudareiks; in greco: Θευδέριχος; in latino Flavius Theoderīcus; Pannonia, 454 – Ravenna, 30 agosto 526), è stato un sovrano ostrogoto.
Fu re degli Ostrogoti dal 474 e sovrano del Regno ostrogoto in Italia dal 493, nonché patrizio della Diocesi d'Italia formalmente sottoposto all'Impero romano d'oriente.

## Biografia

### Origini
Teodorico (o più correttamente Teoderico) nacque nel 454 in Pannonia: il padre era il re ostrogoto Teodemiro, la madre Ereleuva, una concubina; Teodemiro apparteneva alla stirpe reale degli Amali ed era riuscito a conquistare l'indipendenza degli Ostrogoti solo l'anno precedente alla nascita del figlio, quando aveva sconfitto gli Unni insieme ai propri fratelli Valamiro e Videmiro il Vecchio. Il suo nome gotico, ricostruito dai linguisti come *Þiudareiks, può essere tradotto come "sovrano del popolo".
Nel 461, Teodorico, all'età di sette o otto anni, fu inviato come ostaggio a Costantinopoli in modo da assicurare la fedeltà degli Ostrogoti al trattato di pace stipulato da Teodemiro insieme all'augusto Leone I. Nella capitale dell'Impero bizantino Teodorico ricevette la migliore istruzione da parte degli insegnanti più competenti della città, in considerazione della sua importanza come erede degli Amali, una dinastia che rivendicava il governo su metà dei Goti sin dal III secolo (sebbene la veridicità di ciò sia ritenuta opera di propaganda da parte degli storici moderni).
Teodorico rimase a Costantinopoli fino al 469: in questi anni godette il favore dell'imperatore Leone I, imparò a leggere, scrivere e far di conto e cercò di acquisire i rudimenti della cultura latina. Quando l'imperatore Leone apprese che la sua armata imperiale si stava ritirando dalla Pannonia, decise di inviare Teodorico a casa con doni e senza alcuna promessa di ulteriori impegni: l'iniziativa dell'imperatore può essere interpretata come un tentativo di rafforzare la posizione degli Ostrogoti come possibili alleati imperiali contro il generale ribelle Aspar e i Goti della Tracia, guidati da Teodorico Strabone.
Nel 470 Teodorico assunse il controllo della porzione di regno in precedenza governato dallo zio Valamiro:  poco dopo l'arrivo di Teodorico, il re dei Sarmati Babai conquistò la piazzaforte di Singidunum (attuale Belgrado) alle spese di Costantinopoli; Teodorico, per consolidare la propria posizione di principe degli Ostrogoti, passò il Danubio con 6 000 guerrieri, sconfisse i Sarmati e incamerò per sé tutto il territorio conquistato.

### Successione
Divenuto ufficialmente re degli Ostrogoti alla morte del padre nel 474, Teodorico sostenne numerose campagne contro potenziali rivali goti e altri nemici dell'Impero d'Oriente, fatto che gli permise di aumentare il proprio prestigio e di consolidare la propria posizione politica: in particolare condusse frequenti spedizioni contro Teodorico Strabone, che al momento si trovava in rivolta contro il nuovo imperatore Zenone, ottenendo per sé il comando delle forze romane e per il suo popolo la qualifica di foederati.
Nel 476/477 Zenone, nel tentativo di evitare che un gruppo germanico diventasse troppo potente o egemone, non solo rifiutò di concedere nuove terre agli Ostrogoti (che all'epoca stavano subendo una forte carestia) ma concesse a Teodorico Strabone i titoli militari un tempo affidati a Teodorico stesso. Infuriati per il tradimento imperiale, gli Ostrogoti oltrepassarono i Monti Rodopi, invasero la provincia della Macedonia spogliandola di ogni vettovaglia e costringendo l'imperatore a intavolare trattative. Inizialmente Teodorico rifiutò ogni compromesso ma in seguito acconsentì a inviare a Epidauro uno dei propri confidenti, Sidimondo. Nel corso delle trattative, tuttavia, Zenone venne meno alla parola data e inviò un esercito per attaccare uno dei convogli di Teodorico: nella battaglia che seguì, i Goti, del tutto ignari del tradimento, persero oltre 2 000 carri ed ebbero 5 000 prigionieri.
Dopo essersi ritirato in Epiro, Teodorico invase la Tessaglia e conquistò Larissa nel 482. L'anno seguente, a seguito di nuove rivolte e della morte di Teodorico Strabone, l'imperatore Zenone fu costretto a venire a patti con Teodorico che ottenne il titolo di magister militum praesentalis, la nomina a console designato per il 484 e il comando delle province della Dacia Ripensis e della Mesia Inferiore.
I nuovi onori, in ogni caso, non saziarono l'ambizione di Teodorico e degli Ostrogoti i quali continuarono a saccheggiare le province imperiali e a minacciare la stessa Costantinopoli: nel 486 Zenone ottenne l'alleanza dei Bulgari ma costoro furono sconfitti da Teodorico che l'anno seguente pose l'assedio direttamente alla capitale dell'Impero, devastando i sobborghi con numerose rapide scorrerie e interrompendo la fornitura di acqua.
Nel tentativo di risolvere i problemi causati dalla minaccia degli Ostrogoti, Zenone decise di offrire a Teodorico la possibilità di governare l'Italia, all'epoca dominata da Odoacre, in qualità di Patrizio: in tal modo, Teodorico avrebbe ottenuto nuove terre in cui vivere e Zenone avrebbe potuto riprendere pieno controllo dei Balcani e sbarazzarsi anche dello stesso Odoacre, la cui lealtà verso l'Impero era ormai dubbia.
Accettata la proposta, Teodorico iniziò ad armare le proprie schiere e a predisporre quanto necessario per la migrazione dell'intero popolo ostrogoto in Italia. Dopo un anno di preparativi, Teodorico iniziò la lunga marcia verso l'Italia; nell'agosto del 489, sconfisse i Gepidi, alleati di Odoacre, che avevano cercato di sbarrargli la strada nei pressi di Sirmium.

### La spedizione in Italia

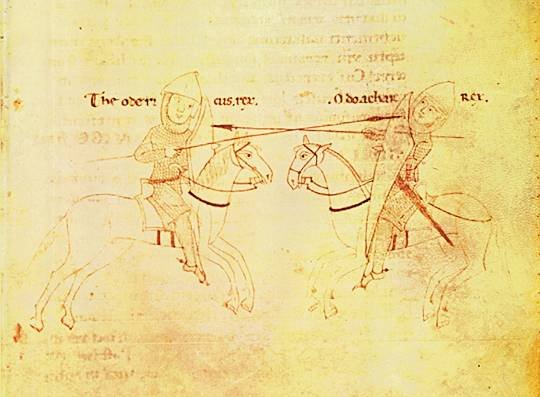
Teodorico sconfigge Odoacre. Particolare del Codice Palatino Vaticano (XII secolo) conservato nella Biblioteca Apostolica Vaticana.

Nel 489 Teodorico guidò gli Ostrogoti in Italia attraverso le Alpi Giulie: il 28 agosto dello stesso anno Odoacre diede battaglia presso il fiume Isonzo ma fu sconfitto e costretto a ritirarsi a Verona, ove cercò di approntare un campo trincerato; il 30 settembre Teodorico assaltò le posizioni di Odoacre e riuscì a conseguire una seconda vittoria.
A seguito della sconfitta, Odoacre si ritirò a Ravenna mentre Teodorico avanzò fino a Mediolanum, dove la maggior parte dell'esercito di Odoacre - incluso il suo generale, Tufa - gli si arrese: non avendo alcun motivo di dubitare della lealtà di Tufa, Teodorico inviò il suo nuovo generale a Ravenna con un manipolo dei suoi soldati migliori; Tufa, tuttavia, cambiò schieramento e il contingente gotico posto al suo comando fu interamente distrutto.
A seguito della pesante disfatta, Teodorico fu costretto a ripararsi a Ticinum (Pavia) mentre Odoacre iniziò ad assediare il suo rivale e i Burgundi approfittavano dell'occasione per saccheggiare e devastare la Liguria. La situazione migliorò solamente nella primavera del 490 quando il re visigoto Alarico II dimostrò quello che Wolfram definisce "uno dei rari esempi di solidarietà gotica" inviando aiuti militari al re ostrogoto, costringendo Odoacre ad abbandonare l'assedio. Teodorico lasciò Pavia e l'11 agosto 490 i due eserciti si scontrarono presso l'Adda ma anche questa volta furono gli Ostrogoti a prevalere e Odoacre fu costretto a ritirarsi nuovamente a Ravenna.
I ruoli si invertirono e ora toccò a Teodorico assediare il rivale: Ravenna si dimostrò inespugnabile, circondata com'era da paludi ed estuari ed essendo costantemente rifornita da piccole imbarcazioni provenienti dall'entroterra, mentre Tufa rimaneva attivo nella strategica valle dell'Adige, vicino a Trento, e ricevette rinforzi inaspettati quando si verificarono alcune diserzioni tra le file di Teodorico.
Mentre i Vandali invadevano la Sicilia, Frederico, Re dei Rugi e alleato di Teodorico, rimasto a proteggere Pavia, iniziò a opprimerne gli abitanti: Teodorico intervenne di persona spingendo così i Rugi a passare dalla parte di Tufa; il danno, però, fu di breve durata giacché Tufa e Frederico entrarono in disaccordo e si uccisero a vicenda in una battaglia. Ormai rimasto unico padrone dell'Italia continentale, Teodorico iniziò i preparativi per armare una flotta, in modo da assediare Ravenna anche dal mare e dalle acque interne.
Nella notte tra il 9 e 10 luglio 491, Odoacre tentò una sortita fuori Ravenna ma l'iniziativa si rivelò un completo fallimento, con la morte del suo generale Livilia assieme ai migliori soldati eruli e l'anno seguente la marina ostrogota isolò la città anche dal mare. L'assedio si protrasse fino al 25 febbraio 493 quando Giovanni, vescovo di Ravenna, riuscì a negoziare un accordo tra le due parti contenente la promessa che Odoacre e Teodorico avrebbero regnato insieme e congiuntamente: il 5 marzo Teodorico fece il suo ingresso trionfale nella città. Dieci giorni dopo, venendo meno ai patti presi, Teodorico uccise Odoacre con la sua stessa spada durante un banchetto.
La vicenda della morte di Odoacre viene diffusamente raccontata anche dalle fonti coeve. Dopo aver inutilmente orchestrato una congiura, Teodorico approfittò di un banchetto in compagnia del rivale presso il palazzo chiamato Ad Laurentum per prendere la sua spada e colpire il rivale direttamente alla clavicola. Pare che, in risposta alla domanda del morente Odoacre, «Dov'è Dio?», il re ostrogoto abbia risposto: «Questo è quel che hai fatto ai miei amici». Herwig Wolfram spiega il riferimento di Teodorico ai suoi "amici" come vendetta personale per l'uccisione della coppia reale dei Rugi, configurando quindi l'assassinio di Odoacre come atto di giustizia in accordo con le tradizioni germaniche, per quanto il figlio dei sovrani rugi fosse in quel momento in aperta ribellione contro Teodorico.
Oltre a Odoacre, Teodorico fece uccidere anche la moglie, Sunigilda e il fratello Onoulfo; il figlio Thela fu esiliato in Gallia ma quando tentò di rientrare in Italia fu anch'egli giustiziato; lo stesso destino capitò anche ai più fedeli collaboratori del re.

### Regno

#### Politica interna

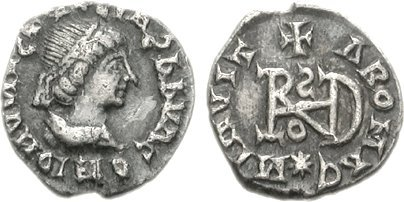
AR Quarto di siliqua (0,83 g, 6h). Zecca di Mediolanum. Coniata circa 491-501 a nome di Anastasio I.

Dopo aver disarmato le forze ancora fedeli a Odoacre, Teodorico, nell'intento di non disperdere le proprie forze in Italia e di evitare conflitti con la popolazione di stirpe latina, fece insediare i suoi 40 000 Ostrogoti nei pressi delle città di Pavia, Ravenna e nel Piceno.
Durante il suo lungo regno Teodorico mantenne intatto il sistema amministrativo tardo-romano: conservò al vertice della burocrazia alcuni tra i ministri di Odoacre come Cassiodoro e Liberio, si limitò a emanare edicta di precisazione senza usurpare le prerogative legislative dell'Imperatore d'Oriente, rispettò il prestigio e le funzioni del Senato e affidò a cittadini romani tutte le cariche civili (come i governatori civili delle province, i vicari delle diocesi e il prefetto del pretorio).
Di innovativo vi fu l'attribuzione dei compiti militari e di alcune funzioni di controllo ai comandanti delle guarnigioni gotiche nelle città, i cosiddetti comites civitatorum.
A differenza di Odoacre, Teodorico fece in modo che i cittadini romani vivessero secondo il proprio diritto, separati dagli Ostrogoti che continuavano a mantenere le proprie leggi e il proprio credo; in materia religiosa, sebbene ariano, concesse un'ampia tolleranza religiosa ai suoi sudditi calcedonei o ebrei. A titolo di esempio, si può ricordare l'ordine di riedificare la sinagoga di Ravenna dopo che fu demolita da una folla nel corso di un tumulto. 
Anche i gentili ebbero un periodo prospero durante il suo regno.
Allo scopo di migliorare le condizioni economiche dell'Italia Teodorico intraprese un energico programma edilizio che comprendeva tanto la costruzione di nuove opere quanto il recupero e il restauro delle opere pubbliche precedenti: numerose città del Nord Italia, colpite dalle incursioni negli anni precedenti, come Verona, Pavia, Milano, Parma, Como e Aquileia ricevettero opere difensive, palazzi, acquedotti, chiese, bagni pubblici e altri edifici allo scopo di favorire una migliore connessione diretta tra i cittadini e il loro "princeps" e di propagandare l'idea di un impero rinnovato.
A Monza, attrattovi dal clima salubre e in estate più fresco di Milano, si fece costruire una Corte longa, edificio di cui si sono perse le tracce.

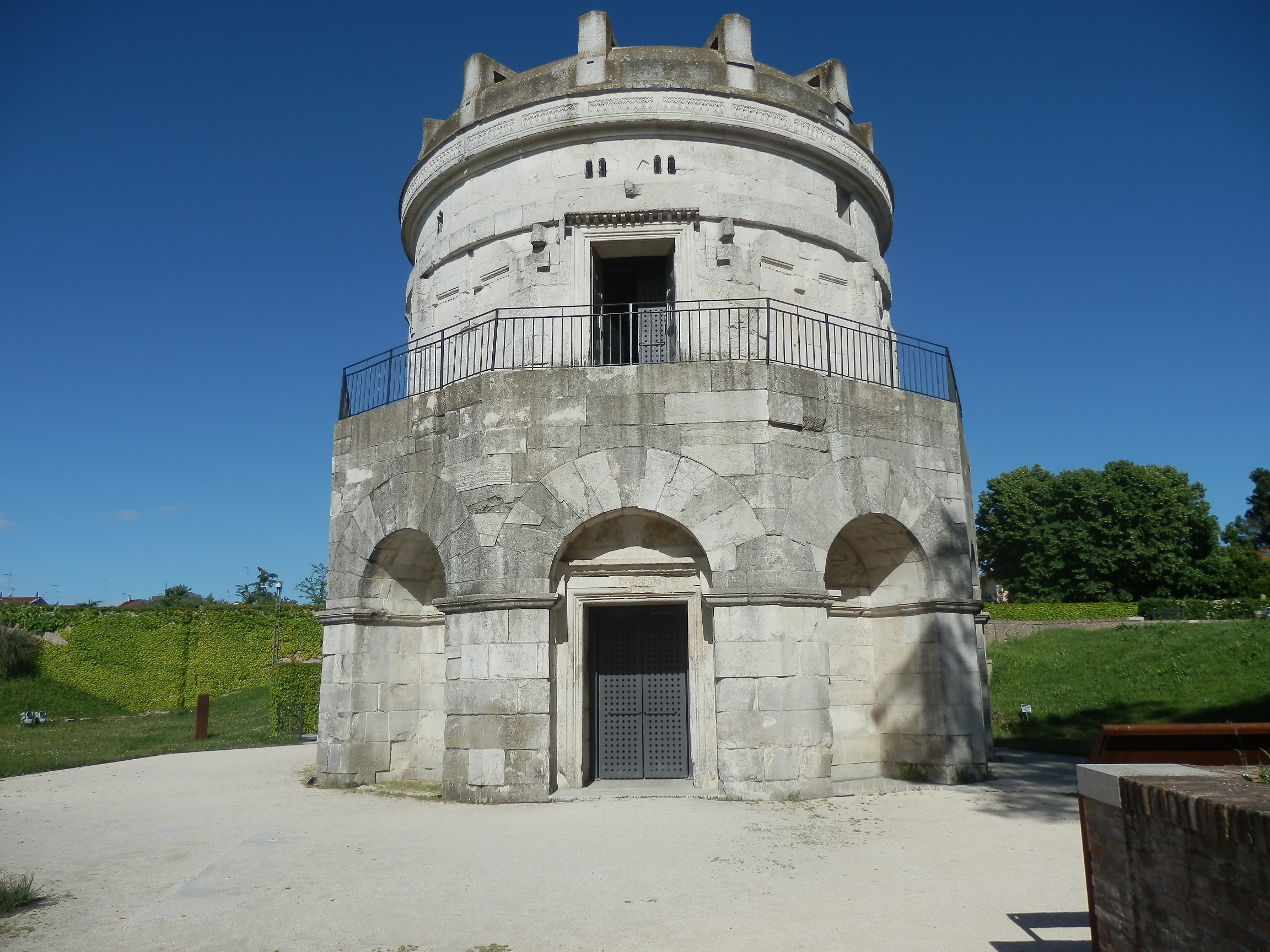
Il Mausoleo di Teodorico a Ravenna.

A Ravenna fece erigere il suo Palazzo sopra una preesistente struttura romana, affinché fungesse da residenza reale sul modello del Gran Palazzo di Costantinopoli e vi pose accanto la Chiesa di Cristo il Redentore (attuale Basilica di Sant'Apollinare Nuovo), modellata specificamente secondo i propri gusti personali, e una statua equestre nella piazza prospiciente il palazzo, sul modello degli antichi imperatori romani.
Nella sua capitale di Ravenna curò il restauro dell'acquedotto romano risalente a Traiano e fece erigere ex novo una "Grande Basilica di Ercole" nei pressi di una statua colossale dell'eroe stesso, commissionò l'Hagia Anastasis, una piccola chiesa dedicata al culto ariano e con un proprio battistero, più le chiese di S. Andrea dei Goti, S. Giorgio e S. Eusebio (demolite tra il XIII e il XV secolo).
L'opera più nota fatta edificare da Teodorico a Ravenna è il Mausoleo, l'unica struttura costruita con blocchi squadrati in pietra d'Istria e riccamente decorato con fregi e motivi comunemente riscontrati negli ornamenti metallici scandinavi del V o VI secolo.
Altrettanto rilevanti furono i lavori eseguiti a Roma: fu ricostruito il Palazzo di Domiziano sul Palatino (grazie ai proventi di una specifica tassa ad hoc), riparate e rafforzate le Mura Aureliane, la Curia, il Teatro di Pompeo, gli acquedotti e le fognature, mentre vennero poste nuove statue sulle arcate dell'Anfiteatro Flavio e fu costruito un nuovo granaio.
Bonificò l'Agro Pontino ristabilendo la navigabilità del Decennovium, dando mandato al nobile terracinese Decio di ripristinare l'uso della via Appia Claudia
Infine, essendo solito soggiornare a Pavia, commissionò la costruzione del primo nucleo abitativo del Palazzo reale di Pavia, più tardi sede reale dei sovrani longobardi e un villino per la caccia a Villaregio.

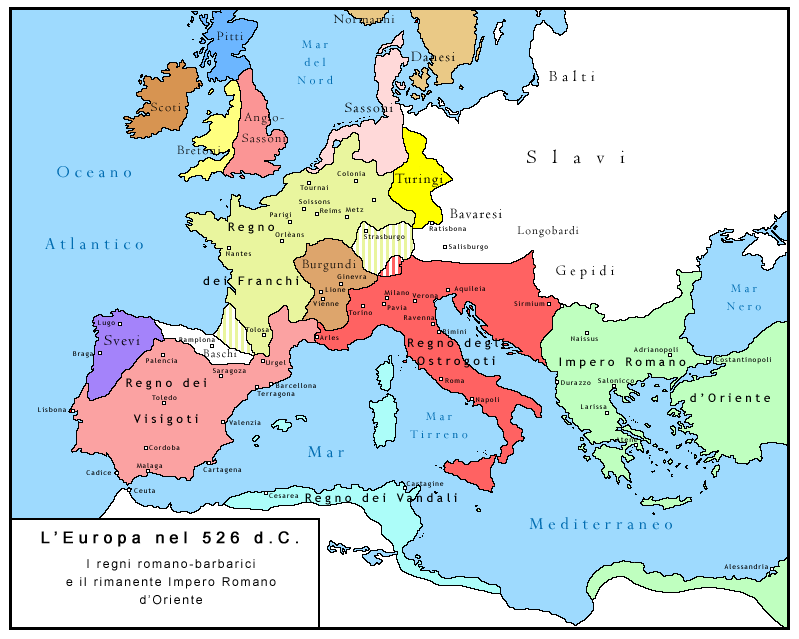
Impero di Teodorico - La mappa mostra i regni germanici nel 526, l'anno in cui morì Teodorico. Oltre all'Italia, la Dalmazia e la Provenza, regnò anche sui Visigoti, in qualità di reggente per conto del nipote.

#### Relazioni con i regni romano-barbarici
Tra le prime preoccupazioni di Teodorico vi fu la necessità di stipulare accordi e alleanze con gli altri regni romano-barbarici attraverso alleanze matrimoniali. Nel 493 sposò Audofleda, sorella del re dei Franchi Clodoveo I e poco tempo dopo negoziò le nozze delle figlie Teodogota e Ostrogota con, rispettivamente, Alarico II dei Visigoti e Sigismondo dei Burgundi. Concesse, infine, la mano della sorella Amalafrida, vedova di un nobile gotico, a Trasamondo, Re dei Vandali e degli Alani insieme a una ricca dote e una scorta di 5000 uomini e fece maritare la nipote Amalaberga con Ermanafrido, Re dei Turingi. Nel 507 Teodorico interpellò il futuro magister officiorum Boezio riguardo alla richiesta ricevuta dal re burgundo Gundobado per un orologio ad acqua, indice delle buone relazioni fra i due sovrani, e quello stesso anno Teodorico consultò lo stesso Boezio riguardo a un suonatore di lira richiestogli dal sovrano franco Clodoveo I, altra indicazione della buona disposizione verso il re franco.
Al fine di presentarsi come sovrano egemone dell'Occidente ex-romano, Teodorico si riferiva a sé stesso nelle comunicazioni ufficiali con il titolo di rex, senza ulteriori specificazioni, mentre gli altri sovrani erano indicati come rex gentium, specificandone di volta in volta il popolo che governavano (ad esempio rex Francorum, rex Visigothorum...).
Con il tempo, tuttavia, la rete di alleanze iniziò a indebolirsi e a sfaldarsi, soprattutto a seguito della forte politica espansionista intrapresa da Clodoveo I, il quale aveva sconfitto gli Alemanni nella battaglia di Tolbiac del 496, per poi attaccare i Turingi, infine, nel 507 invase il Regno dei Visigoti. Fallito ogni tentativo di mediazione da parte dello stesso Teodorico, Clodoveo I annientò l'esercito dei Visigoti nella battaglia di Vouillé, che sancì la definitiva annessione dell'Aquitania al Regno dei Franchi.
A seguito della morte del genero Alarico II in battaglia, Teodorico intervenne direttamente nel conflitto: appoggiò la successione di Gesalico (figlio naturale di Alarico II), sconfisse i Franchi ad Arles e incamerò l'intera Provenza; in seguito, però, quando Gesalico perse il controllo di Narbona e fece giustiziare un importante nobile visigoto, Teodorico sostenne i diritti al trono del nipote Amalarico, ancora bambino.
Nel 510 Gesalico fu esiliato e Teodorico, nonostante l'ostilità di una parte della nobiltà, ottenne formalmente la reggenza e il controllo effettivo del Regno dei Visigoti, raccogliendo le tasse e nominando funzionari e comandanti militari in nome e per conto del nipote: in tali vesti, negoziò la fine delle ostilità con gli eredi di Clodoveo e patrocinò alcuni concili ecclesiastici a Tarragona e a Gerona rispettivamente nel 516 e 517, che vennero datati con riferimento all'ascesa al trono di Teodorico in vesti di reggente nel 511.
L'alleanza tra Ostrogoti e Vandali ebbe fine nel 523. In quell'anno, alla morte di Trasamondo ascese al trono il niceano Ilderico: quando il nuovo sovrano concesse il rientro degli esuli niceani, restituì loro le chiese e consentì la nomina di un nuovo vescovo a Cartagine, Amalafrida si oppose e fu incarcerata insieme alla sua guardia gota; infuriato per l'accaduto, Teodorico iniziò i preparativi per una spedizione militare ma la morte interruppe i suoi progetti.

#### Rapporti con l'Impero bizantino
Come Odoacre prima di lui, Teodorico governò l'Italia in qualità di Patricius o viceré in nome e per conto dell'Augusto imperatore in Costantinopoli. Teodorico, in ogni caso, adottò comunque le regalie e gli ornamenti imperiali in porpora e cercò con ogni mezzo di recuperare a proprio vantaggio il retaggio imperiale latino attraverso un'abile opera propagandistica.
Grazie alle sue imprese militari e, in parte, alla volontà imperiale di evitare scontri diretti, riuscì a mantenere relazioni diplomatiche estremamente amichevoli con l'imperatore Anastasio I Dicoro, le cui stesse simpatie religiose erano viste con forte sospetto dalla nobiltà italica e dalla chiesa occidentale.
La situazione sarebbe presto cambiata alla morte di Anastasio I e all'ascesa di Giustino I: il nuovo sovrano, infatti, era un seguace convinto del credo di Nicea e profondamente influenzato dal nipote Giustiniano, il quale premeva per l'instaurazione di una politica espansionistica verso Occidente.

### Ultimi anni e morte

Il Battistero degli Ariani a Ravenna.

Gli ultimi anni del regno di Teodorico furono segnati da un progressivo peggioramento delle relazioni diplomatiche con la Corte di Costantinopoli e di riflesso anche con il Papato di Roma e dalle dispute religiose tra la minoranza ariana, cui apparteneva lo stesso Teodorico, e la maggioranza cristiana calcedoniana.
In questo contesto si colloca la vicenda di Boezio, aristocratico latino, letterato, filosofo e commentatore di Aristotele che era salito al vertice dello Stato con la nomina a magister officiorum nel settembre 522. Dopo alcuni mesi di mandato, infatti, Boezio fu accusato da un alto funzionario di Teodorico, il referendarius Cipriano, di aver intrattenuto rapporti con l'ex console Albino, a sua volta sotto processo per aver complottato con l'imperatore Giustino I; Teodorico affidò il caso direttamente a un collegio di cinque senatori estratti a sorte che si pronunciò per la condanna a morte di Boezio, fatto che avrebbe contribuito non poco a mettere in discussione la legittimazione della dinastia degli Amali e dispose la confisca delle proprietà appartenenti ai due figli del filosofo, Flavio Boezio e Flavio Simmaco.
La situazione divenne ancor più torbida quando Giustino I, risolto lo scisma acaciano, intraprese una persecuzione dei suoi sudditi di fede ariana e monofisita. L'iniziativa suscitò lo sdegno di Teodorico il quale inviò papa Giovanni I direttamente a Costantinopoli allo scopo di richiedere la revoca dei provvedimenti persecutori; dopo lunghe trattative con l'imperatore, il papa ottenne la revoca dei provvedimenti, fatta eccezione per la restituzione degli incarichi ecclesiastici ai precedenti titolari ariani. Al ritorno in patria, Teodorico fece arrestare il papa, che morì il 18 maggio 526 in prigione, a Ravenna.
Ormai anziano e profondamente scosso dagli ultimi avvenimenti, Teodorico morì il 30 agosto dello stesso anno, lasciando l'Italia al nipote Atalarico sotto la reggenza della figlia Amalasunta. Ebbe parimenti fine la momentanea unione tra Visigoti e Ostrogoti, dato che i primi elessero Amalarico quale unico sovrano.

## La leggenda

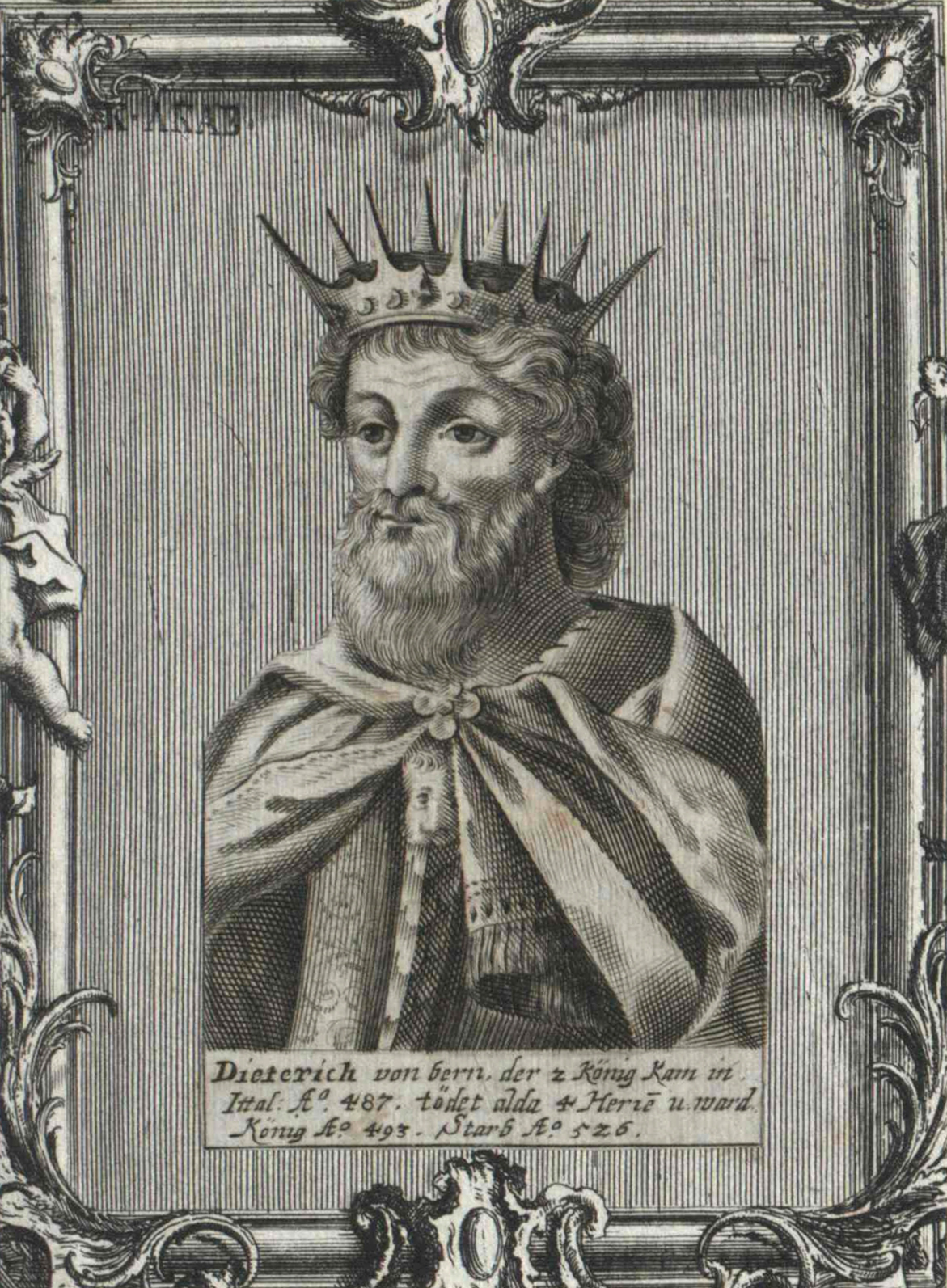
Ritratto di Teodorico

Teodorico fu protagonista di numerose leggende. Una leggenda romantica sulla morte vuole che a Teodorico sia giunta un giorno la notizia che era stata avvistata nei boschi una cerva dalle corna d'oro. Armatosi di arco e frecce, il sovrano s'incamminò alla sua ricerca, ma improvvisamente il cavallo che lo trasportava, imbizzarritosi, cominciò a correre senza fermarsi per l'intera penisola italiana, fino ad arrivare (dopo aver attraversato lo stretto di Messina con un salto spettacolare) al cratere dell'Etna, dentro al quale si gettò con il re in groppa. La leggenda è stata ripresa con qualche variante dal Carducci, che ne scrisse un poemetto in versi a quartina doppia: La leggenda di Teodorico, nella raccolta pubblicata con il titolo Rime nuove. Nella poesia di Carducci, il cavallo si getta in Vulcano e non nell'Etna.
Una variante di questa leggenda è quella che narra che Teodorico avesse paura dei fulmini e un giorno, durante un temporale, avesse deciso di fare un bagno nella vasca del suo mausoleo per essere al sicuro. Cadde tuttavia un grosso fulmine sul mausoleo, che ne spaccò la volta creando una crepa a forma di croce e uccidendo Teodorico. Poi dal cielo scese un cavallo nero che lo caricò in groppa e andò a gettarlo nel cratere dell'Etna.
Un altro episodio dà una versione "leggendaria" dell'uccisione del rivale Odoacre il quale, dopo essere stato sconfitto da Teodorico in battaglia, sarebbe stato invitato amichevolmente a cena da quest'ultimo che, approfittando del fatto che erano soli, lo avrebbe fatto uccidere a tradimento da un servo con una pugnalata alle spalle. Da quest'episodio sarebbe derivato il celebre proverbio: A tavola non si invecchia.
Nel folklore delle popolazioni alpine vi sono numerose leggende che menzionano Teodorico di Verona.
A Galeata, si racconta che cercando di mandare via un eremita di nome Ellero, il cavallo si sia inchinato dinanzi al monaco, che è diventato patrono di Galeata.
A Brescia, invece, una delle leggende sorte attorno al Mostasù dèle Cosére, rilievo in pietra dalle dubbie origini, vi vedrebbe un ritratto abbozzato di Teodorico, scolpito sul posto, mentre a Bolzano si trova un imponente ciclo pittorico dedicato alla leggenda di re Laurino, eseguito nel 1911 dall'artista Bruno Goldschmitt di Monaco di Baviera. La scultura in marmo bianco raffigura il re degli Ostrogoti Teodorico di Verona (Dietrich von Bern nella Þiðrekssaga), che sottomette il re del popolo delle Dolomiti, re Laurino.
A Ravenna nel 1854, non lontano dal Mausoleo di Teodorico, venne rinvenuto un insieme orafo - composto da ornamenti in oro e almandini - denominato "corazza di Teodorico", considerato il massimo esempio di arte orafa romano-barbarica mai scoperto. Il cimelio, esposto inizialmente nel Museo Municipale Classense di Ravenna, fu traslato nel 1896 nel Museo nazionale di Ravenna, dove venne trafugato, assieme ad altri monili, nella notte tra il 19 e il 20 novembre del 1924. Nonostante gli sforzi investigativi, la "corazza di Teodorico" e gli oggetti trafugati non vennero mai rinvenuti e il furto ha ispirato il romanzo La corazza di Teodorico di I. L. Federson, pubblicato nel 2014. Studi recenti ritengono che l'insieme orafo in questione non sarebbe stato la corazza di Teodorico ma, più verosimilmente, un ornamento per bardatura di cavallo dell'inizio del VI secolo.

## Discendenza
Da una concubina in Moesia Teodorico ebbe due figlie:
- Teodogota (ca. 473 – ?). Nel 494 sposò Alarico II re dei Visigoti.
- Ostrogota (ca. 475 – ?). Nel 494 o 496 sposò Sigismondo re dei Burgundi.

Dal suo matrimonio con Audofleda, sorella di Clodoveo I re dei franchi, nel 493 ebbe un'unica figlia:
- Amalasunta (ca. 495 - 535). Nel 515 sposò Eutarico dal quale ebbe Atalarico e Matasunta.